# 아마조네스

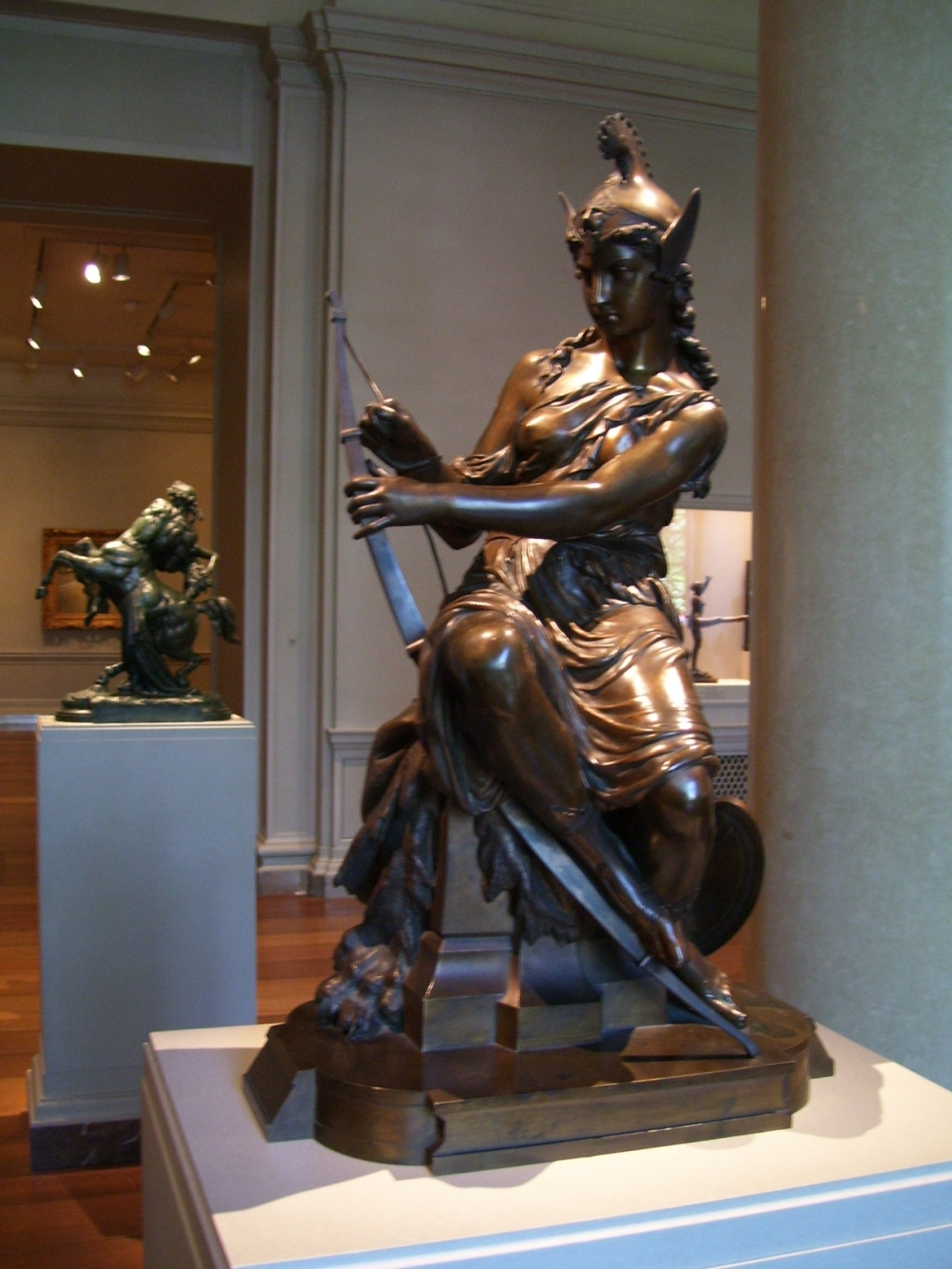
전투를 준비 중인 아마존 전사. Pierre-Eugène-Emile Hébert 작품(1860)

아마조네스(그리스어: Ἀμαζόνες) 또는 단수형으로 아마존(그리스어: Ἀμαζών)은 그리스 신화에 나오는 전설의 여성 부족이다. 이들은 전쟁의 신 아레스와 요정 하르모니아의 자손들이다. 여자 왕, 각료, 전사 등 여자들만으로 역할을 맡아 튼튼한 왕국을 이루었다. 이들은 종족 보존을 위해 이웃 부족을 침입해 이웃 부족의 남자들을 빼앗아 아기를 낳은 뒤 죽이거나 다른 부족으로 돌려보내고, 태어난 아기는 여자만 거두었고 남자 아기는 죽이거나 이웃 나라로 보냈다. 여자 아기들도 오른쪽 유방을 도려내고 길렀는데 이는 활과 창을 잘 다루도록 하기 위해서였고 이들은 전쟁을 가장 즐겼다.
헤로도투스는 아마조네스가 사르마트족의 스키타이 국경 지역(현재의 우크라이나)에 위치한다고 했으며, 다른 역사가는 소아시아, 리비아, 또는 인도 라고도 했다.

## 어원
‘아마조네스’의 어원은 밝혀져 있지 않다. 고대 이란어군 언어로 전사를 뜻하는 *ha-mazan-에서 비롯됐다는 설과 인도유럽조어로 ‘남자가 없는’을 뜻하는 *ṇ-mṇ-gw-jon-es에서 왔다는 설 등이 있다.
민간어원 중에는 고대 그리스어 ἀ-와 μαζός를 결합해 ‘가슴이 없는’을 뜻하는 말에서 왔을 거라는 설이 가장 잘 알려져 있다. 로마 제국 시대의 유니아누스 유스티누스도 아마조네스가 가슴을 자르거나 태워서 없앴다고 주장했을 정도로 이 어원설은 오래된 것이다. 하지만 고대 그리스 예술 작품들은 아마조네스의 가슴이 있는 것으로 표현했다. 에이드린 메이어는 오히려 민간 어원설 때문에 전설의 내용이 바뀌었을 거라고 추정한다.

## 역사
아마존은 기원전 12세기 트로이 전쟁 시기에 흑해 연안의 폰토스 지역에 있었던 여인 왕국이다. 이 전쟁에서 아마존이 트로이 왕국 편에 선 것은 원한 때문이다. 헤라클레스가 모험 중에 히폴리테 여왕을 욕보인 데다 테세우스가 히폴리테의 동생 안티오페를 납치했기 때문이다. 그리스에 대한 적개심을 불태우던 아마조네스 전사들은 그리스 연합군이 트로이를 공격하자 그리스군에 맞서 용맹하게 싸웠다. 아마존 왕국의 강력한 저항에 놀란 그리스 연합군은 후퇴하는 척하다가 목마를 이용한 위장 전술을 성공시켜 겨우 승리를 거두었다. 그 와중에 아마존 왕국도 역사 속으로 사라졌다.

## 관련 콘텐츠

### 게임
- 《여신전설 아마조네스》
  - 2014년 6월 24일 출시되었고 요마들의 폭주를 제압하기 위하여 승리의 여신 ‘아마조네스’가 나타나 아카드 왕국을 수호한다는 내용의 모바일 액션 역할수행게임(RPG)이다.[17][18]

## 같이 보기
- 모권제
- 여전사 목록
- 여군
- 토미리스
- 아레스